# 墨西哥经济
墨西哥经济指墨西哥的经济状况。
尽管為全球第14大經濟體，墨西哥现在仍然屬於開發中國家。由于墨西哥有接近美國市場的優勢，許多製造業和汽車業在此設廠。北美自由貿易區成立後墨西哥的農業受到衝擊，失業的農村人員流入毒品和黑道也成為社會安全問題，金融業和服務業較弱，美商基本掌握市場。

## 概觀

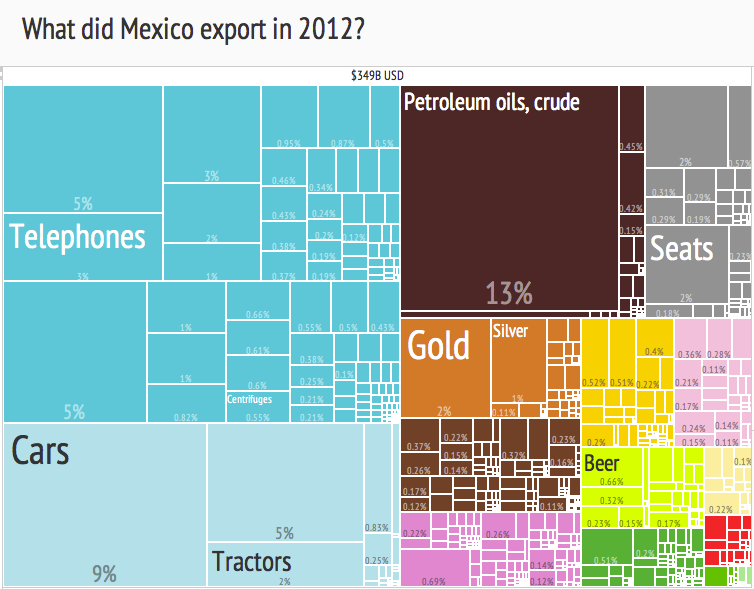
出口品

墨西哥2013年貿易總額為7500億美元，出口額為3700億美元，雖然產有石油但是因為缺乏煉油設備，原油出口為495.74億美元，石油進口額為408.68億美元，並未獲得太大經濟利益，煉油也成為政府全力扶植的項目。金、銀、鋅、銅、鉛、鉬等金屬產量中上，黃金產量在全球排名第7，鉛產量在全球排名第5。估計至少有三分之二地區含有礦產，但僅20%有效開採，顯示礦業具發展潛力。
墨西哥對亞洲國家之貿易逆差達1000億美元以上，由於製造業基礎和勞工競爭力較差，接近美國消費市場的優勢只能讓許多外商將最後組裝階段或是重量較大的元件；在當地做總成組裝，故多數高價值零件還是從亞洲上游廠進口，中國的小商品製造業崛起後墨西哥小手工製造也與許多國家一樣無力競爭，也成為進口大宗。

### 農業
農作面積約2,600萬公頃，仍是大多數平民經濟支柱，但生產效率低，農村貧困人口多，也導致偷渡至美國打工的現象興盛。檸檬、青椒、白玉米、鱷梨（牛油果）、芭樂、豆類、甘蔗為大宗；雞肉養殖業在外商引進技術後產量大增，成為較富有農戶的選擇，但販售管道被少數外商控制，較難有收入再增長空間。畜牧業中豬肉、羊肉的粗放養殖被多數農民當成副業，傳統的養蜂技術也有傳承。
漁業80%供內需，剩餘銷往日本美國。

### 服務業
金融業前6大銀行中，前4大均為外商銀行，本土銀行較難與美國金融業競爭。墨國銀行業2012年之資本適足率為16%，高於國際要求的10%。墨西哥第一大電信業者TELMEX仍壟斷墨國有線電話服務（固網fixed-line），其用戶數1,400萬，市占率90%是標準寡占市場，外來資本較難介入。
獨特的墨西哥風味飲食成就了餐飲業興起，Vips為主要連鎖餐廳，屬於Walmart集團。

### 工業
加工出口製造業獎勵計畫（IMMEX），於2006年11月13日起實施。意圖在打造製造產業升級，擺脫大部組裝廠為主的生態，歐洲及日本車廠為供應北美汽車之需要，亦紛紛在墨國增加生產線。但之後財政改革法於2014年1月1日起實施，在墨投資之廠商須繳交16%之貨物加值稅，衝擊不小，之後又通過的IMMEX稅制獎勵給予通過者退還16%稅款服務，但法規的變動和基層執行混亂也成為外商一大門檻。成衣方面墨西哥原為對美成衣出口第一大國，惟自2001年起市場已逐漸為中國大陸產品取代，紡織品出口至美國下降50%以上，已經成為困境產業，原本對中國大陸廉價紡織成品課徵反傾銷稅，但內需市場本來就不是主流而是美國市場，所以該行為意義不大還造成貿易爭端，之後2008年對大部分產品撤銷反傾銷稅，中國成衣之後攻城掠地已經占據主要市場。